# Ole Herold
Ole Mynster Herold er en dansk skulptør bosiddende i Herning, der debuterede ved Kunstnernes Påskeudstilling i Aarhus. Han er i dag repræsenteret på museer, i kunstforeninger og i private samlinger. Han er medlem af såvel Polygonen som Kunstgruppen Sienna.